# Церква святого Архістратига Михаїла (Калинівщина)
Церква Церква святого Архістратига Михаїла в Калинівщині — парафія і храм православної громади Чортківського деканату Тернопільсько-Теребовлянської єпархії Православної церкви України в селі Калинівщина Чортківського району Тернопільської области.

## Історія церкви

Дзвіниця

У 1709 році в селі Скородинці існувала церква святого Архістратига Михаїла, яка не збереглася. Згодом громада вирішила збудувати новий храм.
У 1991 році біля пам'ятного знаку старої церкви заклали та освятили перший камінь. 21 листопада 1994 року на свято святого Архістратига Михаїла архієпископ Тернопільський і Бучацький Василій разом із собором священників освятив новозбудований храм.
У 1998 році за кошти парафіян збудували та освятили дзвіницю. У 2000 році завдяки фінансовій допомозі родини Зеновія Сусяка біля церкви звели капличку Матері Божої, яку 28 серпня 2001 року освятили священники Любомир Фінковський, Мирослав Кравчук та Петро Кравчук (нині владика Павло).
15 грудня 2018 року храм і парафія перейшли до ПЦУ.
У селі існує традиція на Водохреща: під час освячення води, на спів тропаря «Коли в Йордані хрестився Ти, Господи», люди випускають у небо білих голубів і лунають салюти.

## Парохи
| Ім'я                   | Роки            | Коротка довідка | Світлини |
| ---------------------- | --------------- | --------------- | -------- |
| о. Любомир Фінковський | від 1994 донині |                 |          |